# Савраска
«Савраска» — радянський художній фільм 1989 року, знятий режисером Володимиром Волошиним на Кіностудії ім. О. Довженка.

## Сюжет
У південному портовому місті мешкає хлопчик Парамон Саврасов. Зовні життя Савраски, як називали його друзі, проходить досить звичайно: шкільні справи, домашні обов'язки. Наближення 8 березня порушує нормальний ритм життя. Савраска вирішив роздобути грошей на подарунок мамі та однокласниці Серафимі.

## У ролях
- Діма Ємельянов — Парамон Потапович Саврасов, школяр, фантазер і вигадник
- Олена Кузовик — Серафима Шубіна, нова учениця у класі
- Тетяна Аксюта — Катерина, мама Парамона
- Алла Одінг — Марія Степанівна, вчителька
- Гриша Ліберчук — Зорька, друг Парамона, учень музичної школи
- Андрій Каменцев — Коля Сенькін, друг Парамона, школяр, поет
- Настя Горпинченко — Танька
- Алла Подлевська — Галя Патрікеєва
- Віталік Карлинський — Рижиков
- Ганна Варпаховська — тітка Люба, подруга Катерини
- Михайло Пахоменко — візник
- Георгій Морозюк — редактор
- Борис Хмельницький — капітан
- Володимир Абазопуло — капітан
- Богдан Бенюк — продавець зоомагазину
- Олександр Миронов — приймальник вторсировини
- Олександр Бєліна — продавець на пташиному ринку
- Ада Волошина — епізод
- Вікторія Корсун — епізод
- І. Гільбо — епізод
- Є. Горпинченко — епізод
- Олексій Колесник — продавець цуценя
- Г. Пономарьова — епізод
- М. Мамонтова — епізод
- Станіслав Яблонський — епізод
- Катерина Яблонська — епізод
- Валерій Городничий — наперсточник на ринку

## Знімальна група
- Режисер — Володимир Волошин
- Оператор — Борис Михайлов
- Композитор — Ігор Панов
- Художник — Анатолій Мамонтов